# プリスタン
プリスタン(Pristane)は、天然に存在する飽和テルペノイドアルカンであり、主に鮫肝油から得られ、サメを意味するラテン語のpristisから名付けられた。またミズナギドリ目の鳥の胃油、また鉱油やいくつかの食物の中でも見られる。
透明な油状の液体で、水とは混和性がないが、ジエチルエーテル、ベンゼン、クロロホルム、四塩化炭素には可溶である。
プリスタンは、ネズミで自己免疫疾患を誘発することが知られている。関節リウマチや全身性エリテマトーデスの発病機序の解明の研究に用いられている。
また、潤滑油、変圧器油、免疫補助剤、抗腐食剤、生体マーカー、形質細胞腫誘発剤、モノクローナル抗体生産のために使われている。
フィトールから生合成され、石油学における生体マーカーとなる。